# Mournans-Charbonny

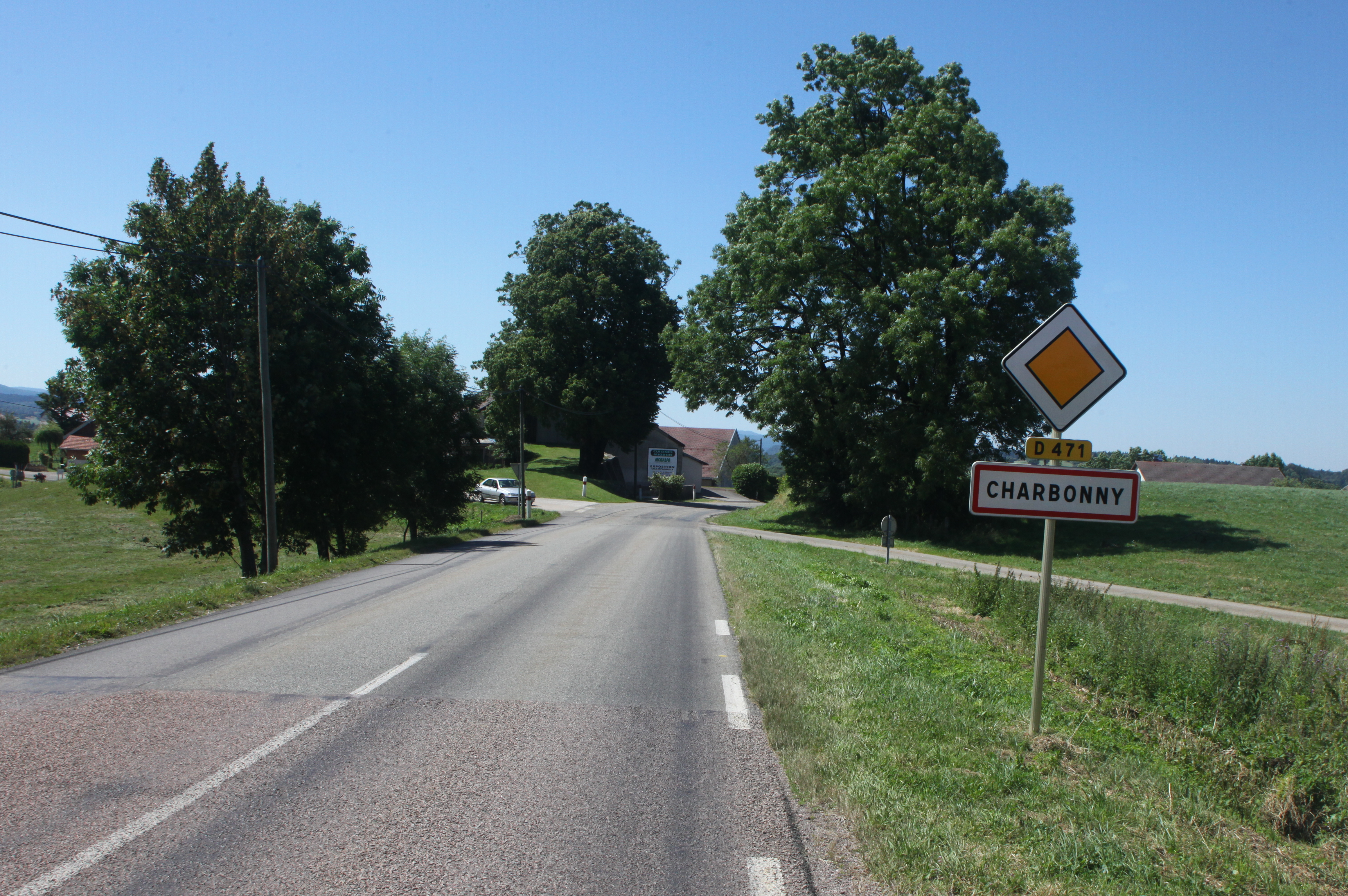
Charbonny (2016)

Mournans-Charbonny ist eine französische Gemeinde im Département Jura in der Region Bourgogne-Franche-Comté.

## Geographie
Mournans-Charbonny liegt auf 805 m, etwa acht Kilometer nordöstlich der Stadt Champagnole (Luftlinie). Die Doppelgemeinde erstreckt sich im Jura, auf der ausgedehnten Hochfläche, die nordwestlich an das Val de Mièges anschließt, südlich der Forêt de la Joux.
Die Fläche des 5,06 km² großen Gemeindegebiets umfasst einen Abschnitt des französischen Juras. Fast das gesamte Gebiet wird von einer Hochfläche eingenommen, die durchschnittlich auf 800 m liegt. Sie weist nur geringe Reliefunterschiede auf und ist überwiegend von Wies- und Weideland bedeckt. Entwässert wird das Gebiet durch den Ruisseau de Combe Sandon nach Süden zum Ain. Nach Westen erstreckt sich das Gemeindeareal über das Hochplateau bis zur Oberkante des Steilabfalls zum Talkessel von Les Nans. Mit 836 m wird auf der Höhe bei Mournans die höchste Erhebung von Mournans-Charbonny erreicht. Mit einem schmalen Zipfel reicht der Gemeindeboden nach Südwesten in die Täler der Londaine und ihrer Seitenbäche im Bereich der Cluse d’Entreporte.
Die Gemeinde besteht aus den beiden Ortsteilen Mournans (805 m) und Charbonny (788 m), beide auf dem Hochplateau gelegen. Nachbargemeinden von Mournans-Charbonny sind Onglières im Norden, Doye im Osten, Charency und Lent im Süden sowie Équevillon und Les Nans im Westen.

## Geschichte
Verschiedene Funde weisen darauf hin, dass das Gemeindegebiet von Mournans-Charbonny bereits in vorgeschichtlicher Zeit und während der gallorömischen Zeit (Überreste eines römischen Verkehrsweges) besiedelt war. Urkundlich erwähnt werden die Burg Morinaim und die Herrschaft Charbonny im 13. Jahrhundert. Die Burg wurde im Jahr 1480 von französischen Truppen zerstört. Im 17. Jahrhundert hatte die Bevölkerung unter schweren Pestepidemien zu leiden. Zusammen mit der Franche-Comté gelangten Mournans und Charbonny mit dem Frieden von Nimwegen 1678 an Frankreich. Die beiden Dörfer fusionierten im Jahr 1826 zur heutigen Doppelgemeinde Mournans-Charbonny.

## Sehenswürdigkeiten
Von der mittelalterlichen Burg sind nur noch wenige Reste sichtbar.

## Bevölkerung
| Jahr                       | 1962 | 1968 | 1975 | 1982 | 1990 | 1999 | 2008 | 2018 |
| Einwohner                  | 75   | 64   | 69   | 80   | 89   | 91   | 84   | 85   |
| Quellen: Cassini und INSEE |      |      |      |      |      |      |      |      |

Mit 82 Einwohnern (Stand 1. Januar 2022) gehört Mournans-Charbonny zu den kleinsten Gemeinden des Départements Jura. Nachdem die Einwohnerzahl in der ersten Hälfte des 20. Jahrhunderts markant abgenommen hatte (1891 wurden noch 158 Personen gezählt), wurde seit Beginn der 1970er Jahre wieder eine leichte Bevölkerungszunahme verzeichnet.

## Wirtschaft und Infrastruktur
Mournans-Charbonny war bis weit ins 20. Jahrhundert hinein ein vorwiegend durch die Landwirtschaft, insbesondere Viehzucht und Milchwirtschaft, sowie durch die Forstwirtschaft geprägtes Dorf. Noch heute leben die Bewohner zur Hauptsache von der Tätigkeit im ersten Sektor. Außerhalb des primären Sektors gibt es nur wenige Arbeitsplätze im Dorf. Einige Erwerbstätige sind auch Wegpendler, die in den umliegenden größeren Ortschaften ihrer Arbeit nachgehen.
Die Ortschaft ist verkehrstechnisch recht gut erschlossen. Charbonny liegt an der Hauptstraße D471, die von Champagnole nach Pontarlier führt. Weitere Straßenverbindungen bestehen mit Les Nans, Charency, Mièges und Doye.